# Kraj
Un kraj (/krai/, plural: kraje /kraie/) es la subdivisión administrativa de mayor nivel en Eslovaquia, la República Checa y antiguamente en Checoslovaquia.
Traduciendo, ese término vendría a significar región, territorio, o provincia, pero aproximadamente significa "(parte de un) país", "(parte de una) región", "condado".
Un kraj se subdivide en okresy (distritos).
Los primeros krajs se crearon en 1949 en Checoslovaquia y aún existen hoy en día.

### Términos eslavos para divisiones territoriales
- gmina
- krai
- kraj
- krajina
- pokrajina
- opština, općina
- obec
- oblast, oblast', oblasti, oblys
- okręg
- okres
- ókrug
- powiat
- raión
- voivodato, vojvodina
- župa
- županija

- Datos: Q691899